# Кевичуса, Андреа
Кэрол Андреа Кевичуса (англ. Carol Andrea Kevichüsa; род. 18 февраля 2001, Кохима) — индийская актриса

 и фотомодель.

## Биография
Андреа Кевичуса родилась 18 февраля 2001 года в городе Кохима и была младшей из пяти сестёр. Училась в средней школе родного города.
Кевичюса начала заниматься модельным бизнесом в 2016 году в возрасте 15 лет после того, как её заметило модельное агентство.
Она дебютировала в качестве актрисы в фильме Анек в 2022 году, вместе с Аюшманном Кхурраной, за который она выиграла премию Filmfare Award за лучшую дебютную женскую роль.